# Horizocerus albocristatus
El cálao colilargo (Horizocerus albocristatus) es una especie de ave bucerotiforme de la familia Bucerotidae, ampliamente difundida por las selvas de África desde Guinea hasta Uganda y desde Camerún hasta Angola.

## Subespecies
Se reconocen tres subespecies:
- Horizocerus albocristatus albocristatus (Cassin, 1848) - bosques húmedos desde Guinea hasta Costa de Marfil.
- Horizocerus albocristatus macrourus (Bonaparte, 1850) - este de Costa de Marfil y Ghana.
- Horizocerus albocristatus cassini (Finsch, 1903) - de Nigeria a través de la cuenca del río Congo hasta el oeste de Uganda y norte de Angola. Algunos, como la IUCN, lo consideran una especie plena.[5]